# Louis Koo

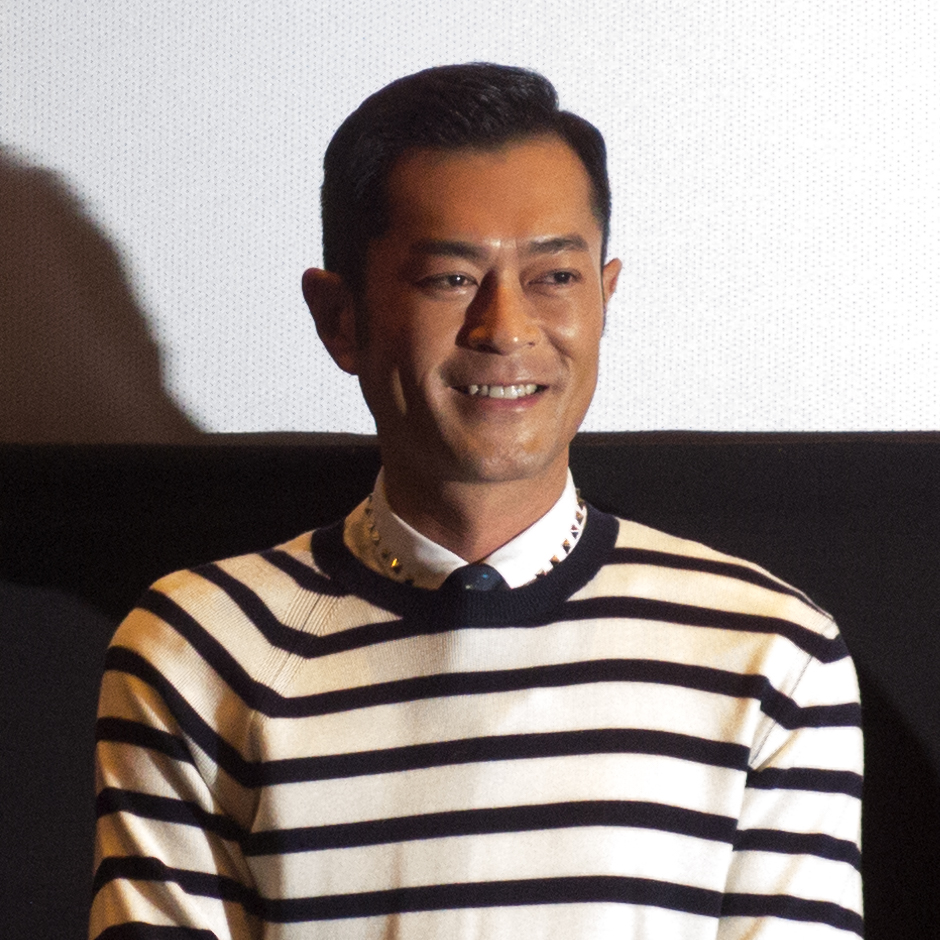
Louis Koo (2017)

Louis Koo (chinesisch 古天樂 / 古天乐, Pinyin Gǔ Tiānlè, Jyutping Gu2 Tin1lok6, kantonesisch Koo Tin Lok * am 21. Oktober 1970 in Hongkong) ist ein chinesischer Schauspieler, Sänger und Filmproduzent. Er war bisher in 130 Filmen als Schauspieler zu sehen und hat 2 Filme produziert. 

## Karriere
Koo wurde in Hongkong geboren und erhielt dort seinen Schulabschluss. Sein Vater (古振光,  Gǔ Zhènguāng, Jyutping Gu1 Zan3gwong1) war, bevor er Geschäftsmann wurde, bereits in den 1950–1960er Jahren in Hongkong Schauspieler (unter dem Künstlername Gao Feng – 高峰, Jyutping Gou1 Fung1, kantonesisch Ko Fung). Im Zeitraum von 1992 bis 1993 war Koo als Modelagent tätig, zeitweise arbeitete er selbst als Model für Werbung und Karaoke-Videos. Im Jahr 1993 unterzeichnete Koo einen Schauspielervertrag bei TVB (Television Broadcasts Limited), einem privaten lokalen Fernsehsender in Hongkong. Erste Erfolge feierte er mit dem Kostümdrama The Condor Heroes 95, einer in China beliebten Fernsehserie, die auf dem klassischen Wuxia-Roman „The Legend of the Condor Heroes“ von Jin Yong basiert. Aufgrund seiner Popularität in den verschiedenen TVB-Dramen baute sich Koo eine beträchtliche Fangemeinde in Hongkong, Taiwan, Festlandchina und Südostasien auf. In der Zeit veröffentlichte er auch auf den Serien basierende Titelsongs und Lieder. Von 2001 bis 2004 unterzeichnete er einen Vertrag mit der „China Star Entertainment Group“, wo er in vielen romantischen Komödien auftrat. Internationale Anerkennung wurde ihm zuteil für seine mitreißende Leistung in Johnnie Tos Gangsterfilm Election 2, der bei den 59. Filmfestspielen von Cannes gezeigt wurde. Er übernahm oft Nebenrollen in Actionfilmen wie beispielsweise in Jackie Chans Rob-B-Hood (2006) und Donnie Yens Flash Point – Dou fo sin (2007).
Koo war in den Jahren 2014 bis 2018 Botschafter des Hong Kong International Film Festival (HKIFF). Im Jahr 2015 trat Koo dem Vorstand des „Fresh Wave International Short Film Festival“ vom Hong Kong Arts Development Council (ADC), ein Gremium zur Förderung von Kunst und Kultur der Hongkonger Regierung, bei. 
Im Januar 2018 wurde er zudem zum Präsidenten der Hong Kong Performing Artistes Guild (HKPAG) gewählt.
Außerdem war er Designer seiner eigenen Brillenmarken (ZeroX, Level Nine, Louis Koo) und beteiligte sich an der Gestaltung seiner eigenen Bücher, Websites und Firmenlogos.
Als Botschafter von UNICEF, dem internationalen Kinderhilfswerk der Vereinten Nationen, ist Koo seit 2007 tätig.

## Filmographie

### Spielfilme (Auswahl)
- 1996: Those Were the Days
- 1997: Troublesome Night
- 1998: The Suspect
- 1999: Century of the Dragon
- 2000: Conman in Tokyo
- 2001: The Legend of Zu
- 2005: Election
- 2006: Election 2
- 2007: Protege
- 2007: Triangle
- 2009: Overheard
- 2009: Accident
- 2011: A Chinese Ghost Story
- 2011: Magic to Win
- 2013: Drug War
- 2015: SPL 2: A Time of Consequences

### Produzent
- 2003: Naked Ambition
- 2014: Naked Ambition 2